# Либерија на Светском првенству у атлетици на отвореном 2015.
Либерија је учествовала на Светском првенству у атлетици на отвореном 2015. одржаном у Пекингу од 22. до 30. августа једанаести пут. Репрезентацију Либерије представљао је 1 атлетичар који се такмичио у трци на 110 метара препоне,.
На овом првенству такмичар Либрије није освојио ниједну медаљу нити је остварио неки резултат.

## Резултати

### Мушкарци
| Атлетичар      | Дисциплина    | Лични рекорд | Квалификације | Квалификације | Полуфинале           | Полуфинале           | Финале               | Финале       | Детаљи |
| Атлетичар      | Дисциплина    | Лични рекорд | Резултат      | Место         | Резултат             | Место                | Резултат             | Место        | Детаљи |
| -------------- | ------------- | ------------ | ------------- | ------------- | -------------------- | -------------------- | -------------------- | ------------ | ------ |
| Велингтон Заза | 110 м препоне | 14,00        | 14,56         | 7. у гр. 1    | Није се квалификовао | Није се квалификовао | Није се квалификовао | 36 / 37 (42) |        |